# Jennifer Fleischer
Jennifer Ann Fleischer (17 febbraio 1984) è un'ex cestista statunitense naturalizzata israeliana.
Alta 193 cm, giocava come centro.

## Carriera
Con Israele ha disputato tre edizioni dei Campionati europei (2007, 2009, 2011).

## Statistiche

### Presenze e punti nei club
Statistiche aggiornate al 22 aprile 2012
| Stagione        | Squadra    | Competizione | Partite | Partite | Partite | Statistiche tiro | Statistiche tiro | Statistiche tiro | Altre statistiche | Altre statistiche | Altre statistiche | Altre statistiche | Altre statistiche |
| Stagione        | Squadra    | Competizione | Pres.   | Titol.  | Minuti  | Tiri da 2        | Tiri da 3        | Liberi           | Rimb.             | Assist            | Rubate            | Stopp.            | Punti             |
| --------------- | ---------- | ------------ | ------- | ------- | ------- | ---------------- | ---------------- | ---------------- | ----------------- | ----------------- | ----------------- | ----------------- | ----------------- |
| '11-gen. '12    | Erg Priolo | Serie A1     | 6       | 2       | 54      | 2/5              | 0                | 2/2              | 14                | 1                 | 1                 | 0                 | 6                 |
| Totale carriera |            |              |         |         |         |                  |                  |                  |                   |                   |                   |                   |                   |